# 永丰桥
永丰桥位于浙江省湖州市南浔区双林镇爱国路社区，为五孔石梁桥，跨西市河。2015年11月13日公布为第八批湖州市文物保护单位。